# James Vernon (1646–1727)

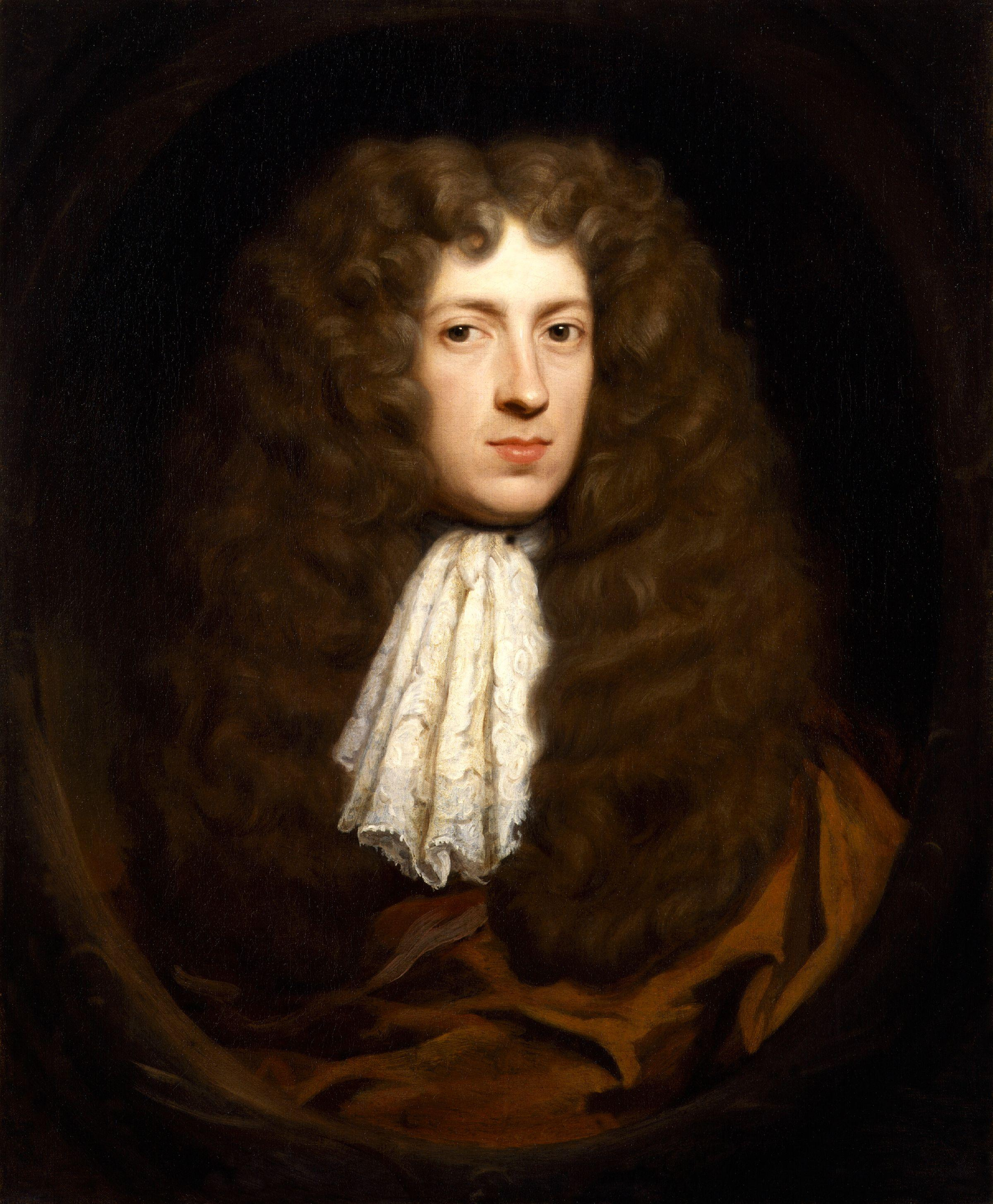
James Vernon

James Vernon (1646-1727) – brytyjski polityk i dyplomata.
Vernon był czterokrotnie brytyjskim Sekretarzem Stanu (dwa razy - departamentu płn; od 2 grudnia 1697 do 5 listopada 1700 i 4 od stycznia 1702 do 1 maja 1702 i dwa razy -Płd: od 12 grudnia 1698 do 14 maja 1699 i od 27 czerwca 1700 do 4 stycznia 1702).
Ukończył studia na Uniwersytecie Oksfordzkim oraz St John’s College na Uniwersytecie Cambridge . Jego synem był James Vernon (zm. 1756)